# Упиралово
Упиралово — деревня в Никольском районе Вологодской области.
Входит в состав Краснополянского сельского поселения (с 1 января 2006 года по 1 апреля 2013 года входила в Осиновское сельское поселение), с точки зрения административно-территориального деления — в Осиновский сельсовет.
Расстояние до районного центра Никольска по автодороге — 27 км. Ближайшие населённые пункты — Рамешки, Скочково, Шолково.
По переписи 2002 года население — 34 человека (16 мужчин, 18 женщин). Преобладающая национальность — русские (97 %).